# Бунт за старі ціни

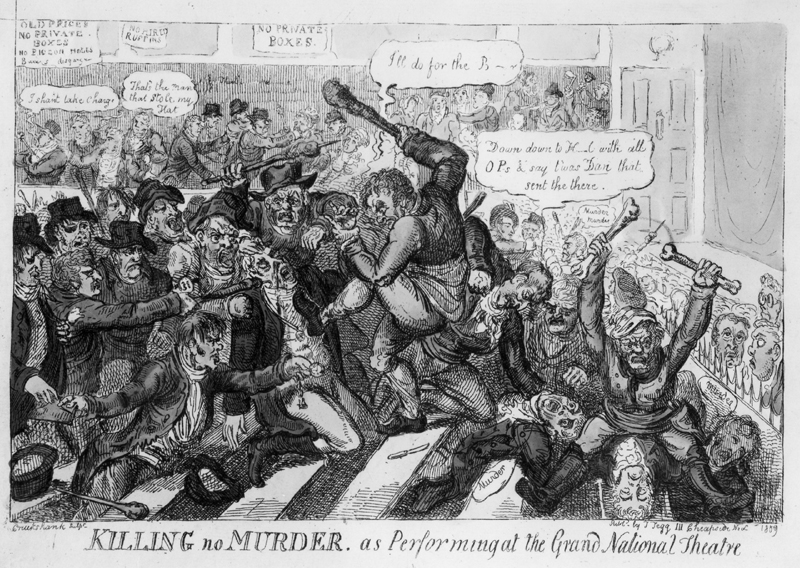
Заворушення в Ковент-Гардені. Тогочасна карикатура

Бунт за старі ціни (англ. Old Price Riots) — заворушення у Лондоні, що відбувалися в вересні-грудні 1809 року і були викликані підвищенням цін на театральні квитки.
Бунт розпочався 18 вересня 1809 року, під час відкриття відбудованого після великої пожежі театру Ковент-Гарден. Оскільки за час будівництва вогнем був знищений і другий за значимістю столичний театр, Друрі-Лейн, а інші лондонські театри значно поступалися «флагманам», це була неабияка подія не лише мистецького, а й суспільного життя.
Відбудова театру вимагала чималих коштів. Їх зібрали за підпискою, але керівнику Ковент-Гардена Джону Кемблу потрібно було повернути позичене. Саме тому він вирішив перебудувати глядацьку залу. В партері встановили так звані «кіоски» — з найкомфортнішими місцями, які до того ж можна було закрити від сторонніх очей завісою. Натомість галерку довелося ущільнити — так, що ті, хто спостерігав за спектаклем звідти, бачив хіба що ноги акторів на сцені. Ціну на ці, найдешевші квитки, Кембл не піднімав, від інших вимагав платити більше.
Під час відкриття глядачі спочатку зустріли Кембла аплодисментами, але потім публіка стала шипіти і гудіти, вимагаючи повернення старих цін на квитки. Керівник театру викликав поліцію. Але та вивела з залу лише кількох, найактивніших протестувальників. Інші почали співати «Боже, бережи короля» та «Кермуй, Британіє» і їх чіпати не стали.
Наступного дня ситуація загострилася ще більше. Глядачі прийшли до театру зі дзвониками, а деякі — з пательнями. Варто було почати спектакль, як вони влаштували справжню какофонію, під акомпанемент якої танцювали на лавах. Гучно вигукуючи все ту ж вимогу — повернути старі ціни на квитки.
Кембл оголосив, що припиняє роботу театру на шість днів. Пояснивши, що робить це для того, щоб ще раз встановити, чи було виправданим подорожчання квитків. Скликаний на його вимогу спеціальний комітет провів розслідування — і став на бік театру. Але відновити звичну роботу йому не вдалося. На кожний спектакль публіка приходила з плакатами, свистками і музичними інструментами. Просто в залі влаштовували перегони на лавках і бійцівські поєдинки — аби лише завадити акторам грати.
Кембл не здавався більше двох місяців. Зрозумівши, що поліція допомагає мало, він почав наймати боксерів, які намагалися вигнати із залу бешкетників силою. Серед них був і один з чемпіонів тієї доби, Даніель Мендоса. Але той своєю згодою працювати на Кембла настільки зіпсував собі репутацію, що змушений був завершити кар'єру. Коли ж співробітники театру затримали одного з глядачів — адвоката за фахом Генрі Кліффорда, той через суд довів їхню провину в незаконному арешті.
Після цього Кембл капітулював. 14 грудня він повідомив Кліффорду, що приймає вимоги протестувальників. А наступного дня знизив ціни на квитки, вибачився за їхнє підвищення та використання сили, відкликавши з судів усі позови проти учасників бешкетів. Глядацький бунт завершився цілковитою перемогою.